# Lisstjärnen (Gagnefs socken, Dalarna)
Lisstjärnen är en sjö i Gagnefs kommun i Dalarna och ingår i Dalälvens huvudavrinningsområde.